# Jozef Oboril
Jozef Oboril (* 22. března 1952, Sečovce) je bývalý slovenský fotbalista, obránce.

## Fotbalová kariéra
V lize hrál za VSS Košice, Slavii Praha, Tatran Prešov a Duklu Banská Bystrica. Nastoupil ve 220 ligových utkáních a dal 14 gólů. V Poháru UEFA nastoupil ve 2 utkáních. V juniorské reprezentaci nastoupil v letech 1975-1977 v 5 utkáních a dal 1 gól. V československé lize nastoupil v 218 utkáních a dal 14 gólů. Vítěz slovenského a finalista československého poháru 1973.

## Ligová bilance
| Ročník                                   | Zápasy | Góly | Klub                  |
| ---------------------------------------- | ------ | ---- | --------------------- |
| 1. československá fotbalová liga 1971/72 | 3      | 0    | VSS Košice            |
| 1. československá fotbalová liga 1972/73 | 10     | 0    | VSS Košice            |
| 2. československá fotbalová liga 1974/75 | -      | -    | Dukla Banská Bystrica |
| 1. československá fotbalová liga 1975/76 | 28     | 2    | VSS Košice            |
| 1. československá fotbalová liga 1976/77 | 21     | 1    | VSS Košice            |
| 1. československá fotbalová liga 1977/78 | 9      | 0    | Slavia Praha          |
| 1. československá fotbalová liga 1978/79 | 9      | 0    | Slavia Praha          |
| 1. československá fotbalová liga 1979/80 | 25     | 4    | Slavia Praha          |
| 1. československá fotbalová liga 1980/81 | 26     | 3    | Tatran Prešov         |
| 1. československá fotbalová liga 1981/82 | 2      | 0    | Tatran Prešov         |
| 1. československá fotbalová liga 1983/84 | 26     | 2    | Dukla Banská Bystrica |
| 1. československá fotbalová liga 1984/85 | 22     | 1    | Dukla Banská Bystrica |
| 1. československá fotbalová liga 1985/86 | 23     | 1    | Dukla Banská Bystrica |
| 1. československá fotbalová liga 1986/87 | 16     | 0    | Dukla Banská Bystrica |
| CELKEM                                   | 220    | 14   |                       |